# Out Run
Out Run (アウトラン), également orthographié OutRun ou Outrun, est un jeu vidéo d'arcade de course automobile conçu par Yū Suzuki et Sega-AM2 et commercialisé par Sega en 1986 sur borne d'arcade. Il fut porté sur de nombreux autres supports,,,,,,.
Le jeu a été un grand succès chez les amateurs d'arcade, à tel point qu'il est souvent considéré comme un des meilleurs jeu de course d'arcade. Il est remarquable de par son matériel novateur (comprenant une cabine de jeu mobile sur un système hydraulique), ses graphismes et sa musique, la possibilité de choisir la musique d'ambiance (soundtrack) ainsi que son parcours, et son thème fort de luxe et de détente.
Lors d'entretiens rétrospectifs au jeu, Yū Suzuki a classé Out Run non pas comme un jeu de course, mais comme un jeu de « conduite », bien qu'ayant avoué s'être en partie inspiré du film L'Équipée du Cannonball (1981).

## Description

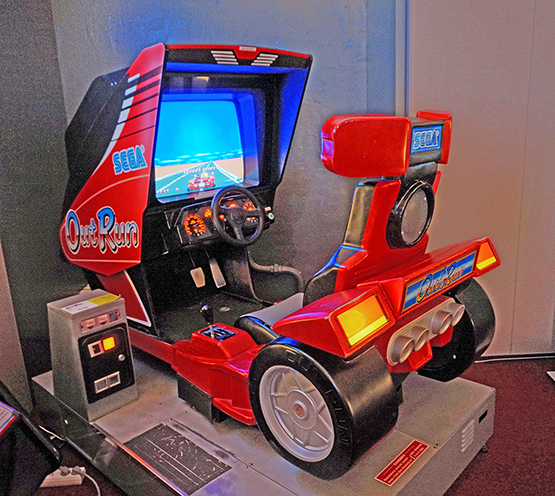
Borne d'arcade Out Run.

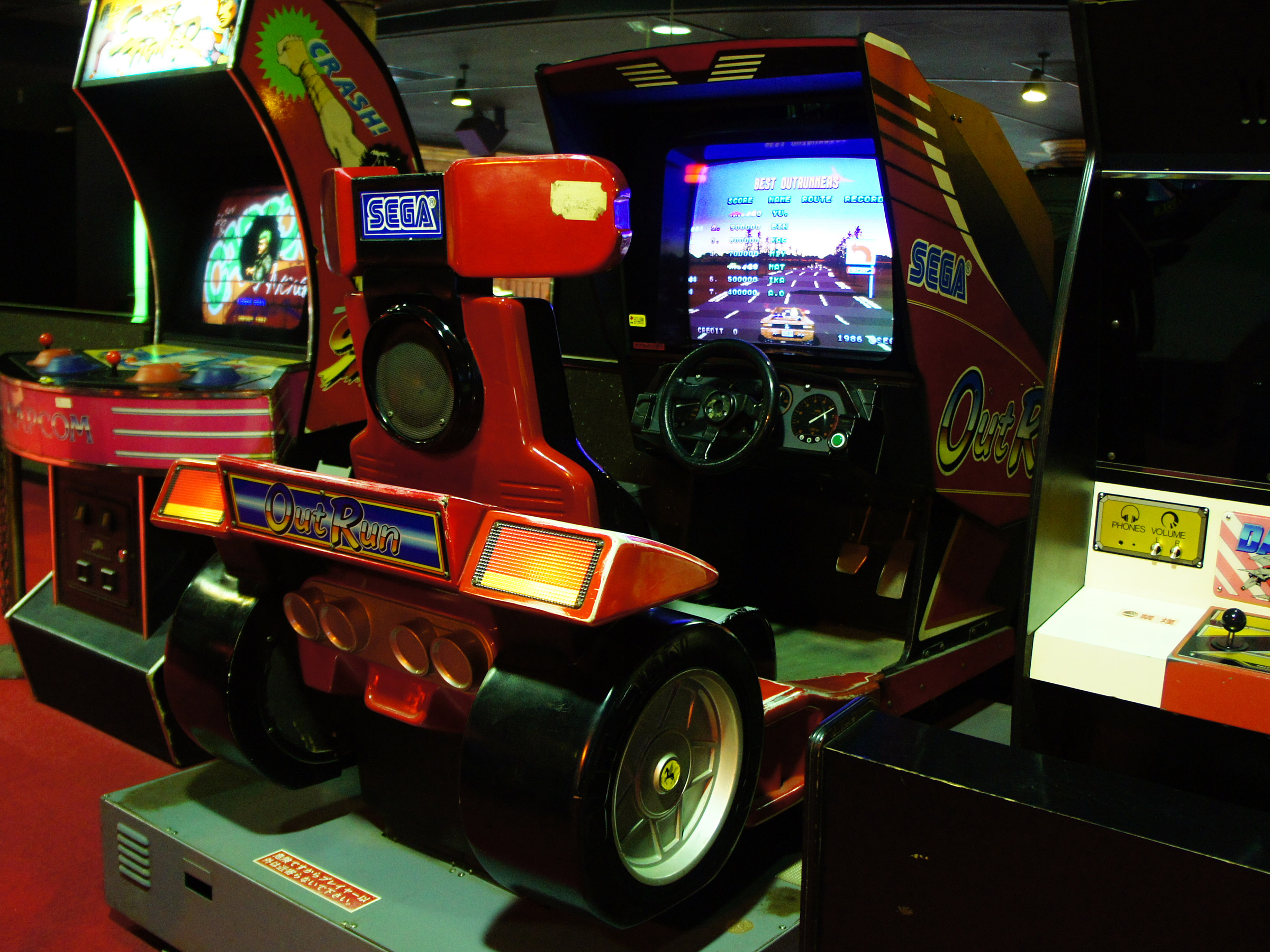
Borne d'arcade Out Run.

Le joueur contrôle, vu de dos, un conducteur au volant d'une Ferrari Testarossa décapotable, avec une passagère assise à ses côtés. Le jeu commence près de la plage Coconut Beach et le joueur doit passer quatre checkpoint sur cinq circuits avec une limite de temps.
Le jeu a fait impression à sa sortie, car excepté pour le premier parcours, il est possible de choisir les lieux dans lesquels la course se déroule. Après chaque checkpoint, le joueur arrive à un croisement qui lui permet de choisir la course de la prochaine étape.
Il existe deux machines d'arcade différentes. La première est une borne classique avec un volant, un levier de vitesses et deux pédales pour l'accélérateur et les freins. Cette borne classique existe en deux versions, normale et mini,,. Une autre version permet de s'asseoir à l'intérieur d'une imitation de voiture type formule 1 et certains de ces modèles sont équipés d'un système hydraulique qui réagit aux actions du joueur par des secousses et des virages, comme dans une autre borne d'arcade Sega, After Burner II.
La vision par l'arrière donne aux joueurs une meilleure impression de vitesse que les autres jeux de course de l'époque, qui offrent une vision du dessus, comme si le joueur contrôlait sa voiture depuis un hélicoptère.

## Musique
Le gameplay est accompagné par une bande-son très populaire, une sorte de musique de plage très relaxante. Trois morceaux sont disponibles, que le joueur sélectionne par l'autoradio de la voiture. La musique a été composée par Hiroshi Miyauchi, qui fit également celles d'autres machines d'arcade Sega. Les trois morceaux disponibles sont :
- Passing Breeze,
- Magical Sound Shower,
- Splash Wave,

plus Last Wave, la musique du high-score. Un morceau supplémentaire (Step on Beat) est disponible dans la version Mega Drive du jeu. Puis Cruising Line et Camino a mi Amor s'ajoutent aux musiques disponibles dans la version Nintendo 3DS nommée 3D Out Run (à ne pas confondre avec Out Run 3-D sur Master System).
De manière anecdotique, la musique Splash Wave est utilisé dans l'écran titre de la compilation Sega Ages 2500 sorti sur PS2 en Europe et en Amérique du Nord.

## Liste des parcours possibles
| Nom des différentes étapes | Nom des différentes étapes | Nom des différentes étapes | Nom des différentes étapes | Nom des différentes étapes | Lettre du parcours final (arrivée) |
| 1 (départ)                 | 2                          | 3                          | 4                          | 5                          | Lettre du parcours final (arrivée) |
| -------------------------- | -------------------------- | -------------------------- | -------------------------- | -------------------------- | ---------------------------------- |
|                            |                            |                            |                            | Vineyard                   | A                                  |
|                            |                            |                            | Wilderness                 |                            |                                    |
|                            |                            | Desert                     |                            | Death Valley               | B                                  |
|                            | Gateway                    |                            | Old Capital                |                            |                                    |
| Coconut Beach              |                            | Alps                       |                            | Desolation Hill            | C                                  |
|                            | Devil's Canyon             |                            | Wheat Field                |                            |                                    |
|                            |                            | Cloudy Mountain            |                            | Autobahn                   | D                                  |
|                            |                            |                            | Seaside Town               |                            |                                    |
|                            |                            |                            |                            | Lakeside                   | E                                  |

### Animations de fin de parcours
| Arrivée | Animation |
| ------- | --- |
| A       | Le conducteur est jeté dans les airs par une foule d'hommes en liesse, mais finit par tomber au sol quand ces derniers sont distraits par l'arrivée d'une fille en bikini. |
| B       | La voiture tombe en morceaux ; le conducteur et sa passagère restent à côté, levant les bras au ciel de dépit.                                                             |
| C       | Le conducteur gagne une lampe magique. Après qu'il l'ait frottée, un harem apparaît autour de lui, à l'étonnement de sa passagère.                                         |
| D       | La coupe en or du vainqueur est donnée à la passagère au lieu d'être donnée au conducteur.                                                                                 |
| E       | Le conducteur gagne une coupe en or, mais la passagère la veut. |

## Versions

### Portages
- 1987 - Master System[15] (Sega)

- 1987 - Amstrad CPC[16],[17] (porté par Probe, édité par U.S. Gold)  Dans cette version, il manque la carte et l'animation de carambolage. La musique du jeu est manquante sur le 48K et proposé sur une cassette audio séparé pour la version CPC. Dans la version ZX Spectrum, il manque aussi le Passing Breeze.

- 1988 - Amiga[18](Probe, Sega/U.S. Gold)
- 1988 - Commodore 64[19](Amazing Productions[20], U.S. Gold ; par Kixx[21])
- 1988 - MSX (Bedrock Software, U.S. Gold)
- 1989 - Atari ST[22],[23],[24](Probe, U.S. Gold)
- 1989 - DOS[25] (Distinctive Software)
- 1990 - PC-Engine[26],[27],[28],[29] (NEC)
- 1991 - Mega Drive[30],[31]{(Sega)
- 2014 - Nintendo 3DS (Nintendo)

Cette version 3DS comprend 2 musiques inédites : Camino a mi Amor et Cruising Line.
- 2018 - Nintendo Switch (Nintendo)

Le jeu est également adapté sous forme de jeu électronique par Tiger Electronics à la fin des années 1980 en deux versions,,,.

### Rééditions
Le jeu fut également réédité dans des compilations ou en tant que mini-jeu dans certains titres.
- 1996 - Sega Saturn - émulation de la version arcade : sorti en produit autonome au Japon, et dans la compilation Sega Ages ailleurs
- 1999 - Windows - compilation Sega Smash Pack
- 2001 - Dreamcast - compilation Yu Suzuki Game Works Vol. 1 et mini-jeu dans Shenmue II
- 2002 - Xbox - mini-jeu dans Shenmue II
- 2003 - Game Boy Advance - compilation Sega Arcade Gallery
- 2004 - PlayStation 2 - compilation Sega Ages 2005 vol. 13
- 2004 - Xbox - mini-jeu dans OutRun 2
- 2019 - Nintendo Switch - Sega Ages Out Run

En 1986, Sega commercialise au Japon une série de puzzles à l'effigie de ses franchises à succès, dont Out Run
- Compilation : Giants[37],[38],[39]
- C+VG Coin-Ops Hits[40]

## Récompenses
- Golden Joystick Awards 1988[41]
  - Jeu de l'année
  - Meilleur jeu arcade